# Campeonato Sul-Americano de Atletismo de 1939
O Campeonato Sul-Americano de Atletismo de 1939 foi organizado pela CONSUDATLE entre os dias 25 a 28 de maio na cidade de Lima, no Peru. Foram disputadas 33 provas, sendo 24 masculino e pela primeira vez houve a categoria feminino com 9 provas disputadas. Teve como destaque o Chile com 33 medalhas, sendo 11 de ouro. 

## Medalhistas

### Masculino
| Evento                    | Ouro                        | Ouro    | Prata                      | Prata   | Bronze                          | Bronze  |
| ------------------------- | --------------------------- | ------- | -------------------------- | ------- | ------------------------------- | ------- |
| 100 metros                | José de Assis · Brasil      | 10.6 =  | Roberto Valenzuela · Chile | 10.8    | Eulogio Higueras · Peru         | 10.9    |
| 200 metros                | José de Assis · Brasil      | 21.4    | Roberto Valenzuela · Chile | 21.9    | Jaime Slullitel · Argentina     | 22.0    |
| 400 metros                | Sylvio Padilha · Brasil     | 49.1    | Antonio Cuba · Peru        | 49.4    | Raúl Muñoz · Chile              | 49.6    |
| 800 metros                | Luis Espinoza · Peru        | 1:55.6  | Luis Elorga · Argentina    | 1:56.3  | Guillermo García · Chile        | 1:56.3  |
| 1 500 metros              | Miguel Castro · Chile       | 3:57.6  | Guillermo García · Chile   | 3:58.6  | Juan Herrera · Argentina        | 4:01.8  |
| 3 000 metros              | Miguel Castro · Chile       | 8:42.4  | Ubaldo Ibarra · Argentina  | 8:44.0  | Guillermo García · Chile        | 8:48.2  |
| 3 000 metros por equipe   | Chile                       | 10      | Argentina                  | 11      | Brasil                          | 33      |
| 5 000 metros              | Miguel Castro · Chile       | 15:06.0 | Roger Ceballos · Argentina | 15:09.8 | Ubaldo Ibarra · Argentina       | 15:12.2 |
| 10 000 metros             | Roger Ceballos · Argentina  | 31:48.0 | Raúl Ibarra · Argentina    | 31:53.6 | Ezequiel Bustamente · Argentina | 31:57.4 |
| Marcha atlética 20 milhas | Manuel Ramírez · Chile      | 1:58:59 | Julio Montecinos · Chile   | 1:59:46 | Segundo Rosas · Chile           | 2:01:10 |
| 110 metros barreiras      | Alfredo Mendes · Brasil     | 15.0    | Mário da Cunha · Brasil    | 15.6    | Hélio Pereira · Brasil          | 15.6    |
| 400 metros barreiras      | Sylvio Padilha · Brasil     | 53.6    | Marcelo Julca · Peru       | 55.0    | Roberto González · Argentina    | 55.5    |
| 4×100 metros estafetas    | Brasil                      | 42.1    | Chile                      | 42.4    | Argentina                       | 42.4    |
| 4×400 metros estafetas    | Brasil                      | 3:19.0  | Argentina                  | 3:19.8  | Chile                           | 3:20.2  |
| Salto em altura           | Julio Mera · Peru           | 1.85    | Icaro Mello · Brasil       | 1.85    | Carlos Pinto · Brasil           | 1.85    |
| Salto à vara              | Erwin Reimer · Chile        | 3.85    | Luís Taliberti · Brasil    | 3.80    | Fernando Montero · Chile        | 3.80    |
| Salto em comprimento      | Márcio de Oliveira · Brasil | 7.29    | Guillermo Dyer · Peru      | 7.25    | Carlos Iturri · Peru            | 6.97    |
| Salto triplo              | Oscar Bringas · Peru        | 15.22   | Néstor Tenorio · Argentina | 15.19   | Carlos Pinto · Brasil           | 14.40   |
| Arremesso de peso         | Francisco Scabello · Brasil | 13.88   | Karsten Brödersen · Chile  | 13.59   | Carmine Di Giorgio · Brasil     | 13.55   |
| Lançamento de disco       | Bento Barros · Brasil       | 44.47   | Karsten Brödersen · Chile  | 41.55   | Antônio Giusfredi · Brasil      | 41.39   |
| Lançamento do martelo     | Juan Fusé · Argentina       | 49.77   | Assis Naban · Brasil       | 49.05   | Antonio Barticevic · Chile      | 47.74   |
| Lançamento do dardo       | Egon Falkenberg · Brasil    | 62.84   | Luís Pagliari · Brasil     | 60.14   | Oswaldo Wenzel · Chile          | 58.85   |
| Decatlo                   | Juan Colín · Chile          | 5932    | João Rehder Netto · Brasil | 5887    | Karsten Brödersen · Chile       | 5862    |
| Corta-Mato                | Manuel Carreño · Chile      | 49:56.0 | Raúl Ibarra · Argentina    | 50:16.6 | Domingo Ticona · Peru           | 50:23.4 |

### Feminino
| Evento                  | Ouro                     | Ouro  | Prata                      | Prata | Bronze                    | Bronze |
| ----------------------- | ------------------------ | ----- | -------------------------- | ----- | ------------------------- | ------ |
| 100 metros              | Carola Castro · Equador  | 12.6  | Lelia Spuhr · Argentina    | 12.7  | Julia Druskus · Argentina | 12.7   |
| 200 metros              | Lelia Spuhr · Argentina  | 25.9  | Carola Castro · Equador    | 26.2  | Lily Warch · Chile        | 27.1   |
| 80 metros com barreiras | Sofía Dreyer · Argentina | 12.5  | Rosa Marticorena · Peru    | 13.1  | Olga Tassi · Argentina    | 13.1   |
| 4×100 metros estafetas  | Argentina                | 49.5  | Chile                      | 50.8  | Peru                      | 50.9   |
| Salto em altura         | Ilse Barends · Chile     | 1.45  | Gabriela Sprenger · Chile  | 1.45  | Lelia Spuhr · Argentina   | 1.45   |
| Salto em comprimento    | Raquel Martínez · Chile  | 5.13  | Olga Tassi · Argentina     | 5.12  | Zoila Garcés · Peru       | 4.80   |
| Arremesso de peso       | Ruth Caro · Argentina    | 11.22 | Edith Klempau · Chile      | 10.96 | Kate Fastner · Argentina  | 10.71  |
| Lançamento de disco     | María Boecke · Chile     | 32.61 | Ernestina Casaverde · Peru | 30.61 | Edith Klempau · Chile     | 28.98  |
| Lançamento do dardo     | Ruth Caro · Argentina    | 36.85 | Olga Merino · Chile        | 31.91 | Kate Fastner · Argentina  | 30.28  |

## Quadro de medalhas
| Ordem | País      | Medalha de ouro | Medalha de prata | Medalha de bronze | Total |
| ----- | --------- | --------------- | ---------------- | ----------------- | ----- |
| 1     | Chile     | 11              | 11               | 11                | 33    |
| 2     | Brasil    | 11              | 6                | 6                 | 23    |
| 3     | Argentina | 7               | 10               | 11                | 28    |
| 4     | Peru      | 3               | 5                | 5                 | 13    |
| 5     | Equador   | 1               | 1                | 0                 | 2     |

Legenda
| Recorde mundial       | Recorde mundial (World record)               |                       | Recorde africano                      | Recorde africano (African) |                                           | Q | Classificado por posição (Qualified) |
| Recorde do campeonato | Recorde do campeonato (Championship record)  | Recorde da América    | Recorde da América (Americas)         | q                          | Classificado por melhor tempo (Qualified) |   |                                      |
| Melhor marca do ano   | Melhor marca do ano (World leading)          | Recorde asiático      | Recorde asiático (Asian)              | DNS                        | Não largou (Did not start)                |   |                                      |
| Recorde nacional      | Recorde nacional (National record)           | Recorde europeu       | Recorde europeu (European)            | DNF                        | Não terminou (Did not finish)             |   |                                      |
| Recorde pessoal       | Recorde pessoal do atleta (Personal best)    | Recorde da Oceania    | Recorde da Oceania (Oceania)          | DSQ / DQ                   | Desclassificado (Disqualified)            |   |                                      |
| Recorde da temporada  | Recorde da temporada do atleta (Season best) | Recorde sul-americano | Recorde sul-americano (South America) | NM                         | Sem marca (No mark)                       |   |                                      |